# 리셴양
리셴양(영어: Lee Hsien Yang, 1957년 9월 24일~)은 싱가포르의 경영인, 정치인이다. 그는 리콴유 초대 총리의 막내 아들이자, 리셴룽 현 총리의 동생이다. 그는 이전에 싱가포르군 준장이었다.
군에서 전역한 이후 1995년 싱텔의 최고경영자(CEO)가 되었으며, 2007년 퇴임한 이후 프레이저와 니브의 대표 겸 비상임이사가 되어 2013년까지 재직했다. 2009년 싱가포르 민간항공국의 회장이 되어 2018년까지 재직했다. 2020년 6월 24일 전진싱가포르당에 입당했다.